# Referéndum constitucional de Ecuador de 1978
El Referéndum constitucional de Ecuador de 1978, conocido simplemente como Referéndum 1978 o erróneamente como Consulta Popular 1978, fue parte del Plan de restructuración del estado propuesto por el entonces Coronel Richelieu Levoyer y se realizó el domingo 15 de enero de ese dicho año. El objetivo de este referéndum fue la aprobación o Elección de la Constitución de 1978 o la Constitución de 1945 reformada.

## Antecedentes
El Consejo Supremo de Gobierno asumió el poder con el objetivo de devolver el poder político a los civiles. Un primer momento de la dictadura consistió en disminuir la tensión social a través de la represión. En un segundo momento, los dictadores establecieron sendas comisiones jurídicas para elaborar el camino de retorno a la democracia. Las tres comisiones jurídicas tenían las siguientes tareas: Una debería redactar una Constitución nueva, otra debía reformar la Constitución de 1945 y la tercera debía estructurar el sistema de partidos. El establecimiento de las tres comisiones de reestructuración jurídica del Estado se promulgó mediante Decreto Supremo n.º 995, publicado en el Registro Oficial n.º 239 de 23 de diciembre de 1976.

## Dos constituciones a consulta
El plan de retorno a la democracia consistía en someter a referéndum aprobatorio las dos opciones: constitución nueva y texto de 1945 reformado. Adicionalmente, el triunvirato habría de aprobar las leyes de partidos y de elecciones para facilitar la transición democrática. El triunvirato estableció un Tribunal Supremo del Referéndum mediante Ley de Referéndum, promulgada mediante Decreto Supremo n.º 1180, publicado en el Registro Oficial n.º 281 de 23 de febrero de 1977. Los integrantes del Tribunal Supremo del Referéndum fueron: el expresidentes de la República Galo Plaza Lasso, el ex encargado del poder Clemente Yerovi Indaburu, además de Enrique Arízaga Toral, Enrique Arroyo Delgado, Diego Bustamante Cárdenas, Benjamín Carrión, Juan Isaac Lovato, Alfredo Pareja Diezcanseco y Alfredo Sánchez Albornoz.

## Campaña
La campaña a favor del nuevo texto estuvo liderada por un frente amplio congregado en la “Coalición Popular Democrática”, encabezado por la Democracia Popular, la Izquierda Democrática, Concentración de Fuerzas Populares, el Partido Liberal, el Partido Conservador, la Unión Democrática Popular y los de izquierda extrema. En tanto, un bloque encabezado por la Federación Nacional Velasquista y el Partido Nacionalista Revolucionario realizaron una intensa campaña por la abstención o el voto nulo. Este bloque pretendía que el gobierno militar entregara el poder a un Presidente provisional que convocara a una Asamblea Constituyente que llamaría a elecciones. El sector empresarial liderado por León Febres Cordero propugnaba la abstención pero sin proponer un plan alternativo al de las Fuerzas Armadas.

## Día del referéndum
Mediante Decreto Supremo n.º 1410, publicado en el Registro Oficial n.º 483 de 14 de diciembre de 1977, se convoca a referéndum para el 15 de enero de 1978. 
La última vez que se había celebrado elecciones había sido en 1970 (los diputados elegidos en aquella ocasión nunca llegarían a posesionarse), por lo tanto, muchos ecuatorianos concurrieron a votar en aquel día por primera vez en sus vidas.
Los resultados favorecieron al nuevo texto constitucional, el 43 por ciento) frente al 32 por ciento obtenidos por el proyecto de la Constitución de 1945 reformada y un 23 por ciento de los votos fueron nulos (TSE, 1997). 
El triunvirato estableció que la nueva Constitución entraría en vigor el día en que se posesione el nuevo Presidente de la República (Decreto Supremo n.º 2400, Registro Oficial n.º 564, 12 de abril de 1978).

## Resultados oficiales
Los resultados dados a conocer por el TSE de Ecuador, fueron mayoritarios para el nuevo proyecto con el 43% de los votos.
| Opción                          | Votos     | %    |
| ------------------------------- | --------- | ---- |
| Nuevo proyecto                  | 778.000   | 43%  |
| Constitución de 1945, reformada | 583.000   | 32%  |
| Nulos                           | 422.000   | 23%  |
| Blancos                         | 29.000    | 2%   |
| Total de votos                  | 1.812.000 | 100% |